# 欧萨克
欧萨克（法語：Aussac，法語發音：[osak]）是法国奥克西塔尼大区塔恩省的一个市镇，属于阿尔比区。

## 地理
欧萨克（43°51'53"N, 2°2'26"E）面积6.06 平方千米，位于法国奧克西塔尼大區塔恩省，该省份为法国南部内陆省份，北起顺时针与阿韦龙省、埃罗省、奥德省、上加龙省和塔恩-加龙省接壤。
与欧萨克接壤的市镇（或旧市镇、城区）包括：弗洛朗坦、卡达朗、费诺勒、鲁菲亚克。

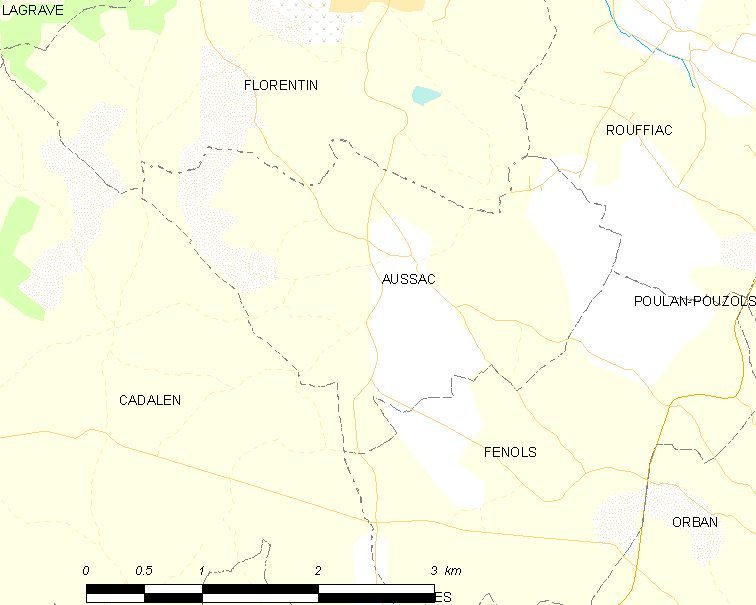
欧萨克的OSM定位图

欧萨克的时区为UTC+01:00、UTC+02:00（夏令时）。

## 行政
欧萨克的邮政编码为81600，INSEE市镇编码为81020。

## 政治
欧萨克所属的省级选区为两岸县。

## 人口

1962-2008年间欧萨克人口变化图示

欧萨克于2022年1月1日时的人口数量为263人。